# Melton (distretto)
Melton è un distretto con status di borough del Leicestershire, Inghilterra, Regno Unito, con sede a Melton Mowbray.
Il distretto fu creato con il Local Government Act 1972, il 1º aprile 1974 dalla fusione del distretto urbano di Melton Mowbray con il distretto rurale di Melton and Belvoir.

## Parrocchie civili
Le parrocchie del distretto, che non coprono l'area del capoluogo, sono:
- Ab Kettleby
- Asfordby
- Belvoir
- Bottesford
- Broughton and Old Dalby
- Buckminster
- Clawson, Hose and Harby
- Croxton Kerrial
- Eaton
- Freeby
- Frisby on the Wreake (da Frisby and Kirkby)
- Gaddesby
- Garthorpe
- Grimston
- Hoby with Rotherby
- Kirkby Bellars (da Frisby and Kirkby)
- Knossington and Cold Overton
- Redmile
- Saxelbye
- Shoby
- Scalford
- Somerby
- Sproxton
- Stathern
- Twyford and Thorpe
- Waltham on the Wolds and Thorpe Arnold
- Wymondham